# Karl Friedrich Heunisch
Karl Friedrich Heunisch (* 23. Juni 1806 in Saarbrücken; † 20. August 1860 in New Orleans) war im Juni 1849 kurzzeitig Finanzminister der badischen Revolutionsregierung.

## Familie
Heunisch stammte aus einer badischen Beamtenfamilie und war ein Sohn des Pioniers der badischen Landesbeschreibung und Statistik Adam Ignaz Valentin Heunisch. Am 24. Dezember 1836 heiratete er in Karlsruhe Luise Albertine Doll.

## Leben

### Der Advokat
Heunisch studierte Rechtswissenschaften an den Universitäten Heidelberg und München
Im November 1829 legte Heunisch die juristische Staatsprüfung ab und wurde am 22. Januar 1830 als Rechtspraktikant in den badischen Staatsdienst übernommen.
und wirkte 1833 als Rechtspraktikant im Landamt Karlsruhe. Im März 1835 wurde ihm das Schriftverfassungsrecht erteilt. Ende 1837 wurde ihm der Titel eines Advokaten verliehen.
Im September 1841 verzichtete Heunisch auf das Schriftverfassungsrecht und den Titel eines Advokaten in Baden, da er seinen Wohnsitz ins Ausland verlegt hatte. Am 27. Januar 1843 wurden ihm Rechte und Titel, auf die er 1841 verzichtet hatte wieder gewährt und eine Berufsausübung in Freiburg gestattet.
Von 1843 bis 1849 war Heunisch in Freiburg im Breisgau als Advokat und Schriftenverfasser bei Hofgericht Freiburg tätig. Am 8. November 1849 wurde er wegen seiner Beteiligung an der Revolution aus der Liste der Advokaten und Schriftverfasser gestrichen.

### Der Revolutionär
1848 engagierte sich Heunisch im Freiburger Volksverein und organisierte am 10. November eine Trauerfeier für den in Wien hingerichteten Revolutionär Robert Blum. In der badischen Revolution 1849 wurde Heunisch am 18. Mai zum Zivilkommissar für das Stadt- und Landamt Freiburg und bereits am 21. Mai als Nachfolger von Emil Barbo zum Oberkommissar für den Oberrheinkreis ernannt.
Heunisch ordnete die Verhaftung des Freiburger Bürgermeisters Joseph von Rotteck an. Der trat am 20. Mai zurück und floh in die Schweiz.
Am 3. Juni 1849 wurde er im Wahlkreis V. zu einem der vier Abgeordneten in die Badische verfassunggebende Versammlung gewählt, wobei er von 1145 Wählern 1103 Stimmen erhielt und damit noch vor Karl von Rotteck junior die höchste Zustimmung erhielt. In dieser Versammlung arbeitete er aktiv mit und erstattete den Bericht des Ausschusses, der sich mit der Antwort Badens an die Reichs-Regentschaft bzgl. der Unterstellung badischer Truppen unter ein Reichsheer befasste.
Nachdem Carl Mez die Ernennung zum Finanzminister der Badischen Revolutionsregierung nicht angenommen hatte, übertrug Lorenz Brentano dieses Amt an Heunisch. In der elften Sitzung der verfassunggebenden Versammlung am 22. Juni saß Heunisch auf der Ministerbank und nahm diese Aufgabe mindestens bis zum 30. Juni wahr.
Gustav Struve bezeichnete Heunisch zwar als einen Mann von Talent, warf ihm aber auch vor als Zivilkommissar von Freiburg die entschiedenen Republikaner nicht ausreichend unterstützt zu haben. So habe er zu lange die Umtriebe des Joseph von Rotteck geduldet und die Bewaffnung der Arbeiter verhindert.
Vor den vorrückenden preußischen Truppen floh Heunisch Ende Juni 1849 nach Frankreich, wo er zunächst für drei Monate inhaftiert wurde. Die großherzogliche badische Regierung verlangte die Auslieferung, da man Heunisch die Beraubung von Staatskassen vorwarf. Der französische Justizminister Odilon Barrot verfügte jedoch die Freilassung. Heunisch reiste Ende 1849 über Le Havre nach New Orleans.
Am 16. September 1850 verurteilte das Hofgericht des Mittelrheinkreises Heunisch „wegen Theilnahme am Hochverrath“ zu einer lebenslänglichen Zuchthausstrafe.

### In Amerika
Der Schriftsteller und Revolutionär Gottfried Kinkel reiste er vom 14. September 1851 bis zum 25. Februar 1852 durch die Vereinigten Staaten, um Gelder für eine neue Revolution in Deutschland zu sammeln und Heunisch gehörte zu den Garanten von Kinkels deutscher Revolutions-Anleihe.
1851–1852 leitete Heunisch Das Volksblatt in Cincinnati.
In New Orleans war Heunisch Chefredakteur der dortigen Deutschen Zeitung. 1853 wechselte er zum lokalen Rivalen, der Louisiana Staatszeitung.
Vor der Präsidentschaftswahl 1856 forderte Heunisch den Lokalkonkurrenten Deutsche Zeitung und deren Chefredakteur ultimativ zur Unterstützung des Kandidaten der Demokratischen Partei, James Buchanan (einen Sympathisanten der Südstaaten), auf und drohte die Redakteure in einer Pressekampagne als Abolitionisten anzuprangern,
In den Nordstaaten, wo die Mehrheit der Deutsch-Amerikaner die Republikanische Partei unterstützte, wurde Heunisch deswegen angegriffen und sein Ruf war ruiniert, da er die Redakteure der Deutschen Zeitung „den damals furchtbar erregten Sklavenhaltern fast Tag für Tag als Abolitionisten denunzierte und sie in Gefahr brachte gemobt und gelyncht zu werden.“
Heunisch starb am 20. August 1860 in New Orleans an einem Halsleiden.